# Social demokrati
Social demokrati är ett begrepp inom den socialdemokratiska traditionen, som delar upp demokratibegreppet i de tre delarna politisk demokrati, social demokrati och ekonomisk demokrati. Social demokrati betyder att alla i samhället har rätt till skydd, bostad, utbildning och hälsovård. I denna kontext kan social demokrati i praktiken sägas vara skapandet av allmän välfärd genom upprättandet av en välfärdsstat.